# Лоран Шарве
Лоран Шарве (фр. Laurent Charvet, нар. 8 травня 1973, Безьє) — французький футболіст, що грав на позиції захисника.
Виступав, зокрема, за клуби «Канн», «Ньюкасл Юнайтед» та «Манчестер Сіті».

## Ігрова кар'єра
У дорослому футболі дебютував 1991 року виступами за команду клубу «Канн», в якій протягом семи сезонів взяв участь у 88 матчах чемпіонату. 
1998 року перебрався до Англії, спочатку пів року грав за «Челсі», а згодом за 750 тисяч фунтів перейшов до «Ньюкасл Юнайтед».
Своєю грою за останню команду привернув увагу представників тренерського штабу «Манчестер Сіті», до складу якого приєднався 2000 року за 1 мільйон фунтів. У першому сезоні починав як основний правий захисник «городян», утім поступово втратив місце у стартовому складі команди, яка за результатами сезону залишила  Прем'єр-лігу. У міжсезоння в команді змінився головний тренер, новий очільник команди Кевін Кіган перейшов на ігрову схему 3-5-2, при якій правий фланг «закривався» гравцем більш атакувального плану Шоном Райт-Філліпсом, тож Шарве майже повністю був витіснений зі складу, а у жовтні 2002 року взагалі залишив клуб, розірвавши контракт за обопільною згодою.
Повернувшись на батьківщину, у січні 2003 року став гравцем «Сошо», в якому, утім, також не зміг довести свою корисність і через пів року вирішив завершити професійну футбольну кар'єру.
У 2008 році після п'ятирічної перерви відновив кар'єру в клубі «Грасс», який виступав у регіональній лізі (шостий дивізіон).